# Krimski Goti
Krimski Goti so bila skupina gotskih plemen, ki so po selitvi Gotov na zahod ostala na ozemlju okrog Črnega morja, predvsem na polotoku Krimu. Krimski Goti so bili najšibkejša, najmanj znana in, kar je paradoksalno, najdlje živeča gotska skupnost.
Avstrijski zgodovinar Wolfram Herwig, ki se sklicuje na zgodovinarja Jordanesa iz 6. stoletja, trdi, da so imeli Ostrogoti v 4. stoletju severno od Črnega morja veliko kraljestvo, ki so ga med vladanjem gotskega kralja Ermanarika ali Hermanarika med selitvijo v ruske stepe uničili Huni. Ostrogoti so bili hunski vazali vse do Atilove smrti leta 453, ko so se uprli in spet postali neodvisni. Podobno kot Huni tudi Goti na Krimu niso nikoli več dosegli svoje prejšnje slave.
Angleški zgodovinar Peter Heather in ameriški zgodovinar Michael Kulikowski trdita, da Ostrogoti do 5. stoletja sploh niso obstojali in da so nastali iz drugih gotskih in negotskih plemen. Nekatera gotska plemena so se naselila na Krimu.
Krimski Goti so se v poznem 5. in zgodnjem 6. stoletju spopadali s hordami Hunov, ki so se po propadu njihovega evropskega cesarstva selili nazaj proti vzhodu. Ostrogotski kralj Teodorik Veliki, ki je v letih 493-526 vladal v Italiji, je poskušal  rekrutirati Krimske Gote za svoje vojaške pohode v Italiji. Krimskih Gotov njegova ponudba očitno ni zanimala, saj so se mu pridružili samo posamezniki.
Krimski Goti so bili, tako kot druga gotska plemena, na začetku za kratek čas arijanci, v 6. stoletju pa so se popolnoma vključili v trinitarijansko rimsko cerkev. Po razkolu v krščanski cerkvi so ostali zvesti  Vzhodni pravoslavni cerkvi. V 8. stoletju je pravoslavni škof Ivan Gotski vodil upor proti hazarski nadoblasti, ki se je končal s porazom.
Mnogo Krimskih Gotov je govorilo grško, na njihovem ozemlju, ki so ga Bizantinci  imenovali Gotija (grško: Γοτθία), pa se je naselilo mnogo negotskih bizantinskih državljanov. Gotska Kneževina Teodoro, ki je posedovala ozemlje okrog trdnjave Doros (današnji Mangup), je kot vazalna država Bizantinskega cesarstva, Hazarov, Kipčakov, Mongolov, Genovežanov in drugih cesarstev, obstojala vse do leta 1475, ko je bila dokončno vključena v Krimski kanat in Osmansko cesarstvo.
O jeziku Krimskih Gotov je zelo malo podatkov. Nekaj napisov iz 9. stoletja, ki so jih odkrili na Krimu, vsebuje besedo »Got«, ki pa se nanaša na osebno ime in ne etnonim. V srednjem veku so po Evropi krožile legende o gotski državi na Krimu. V 16. stoletju je Ogier Ghiselin de Busbecq poročal, da se je v Konstantinoplu pogovarjal z dvema Gotoma. Zapustil je tudi gotsko-latinski slovar z nekaj besedami, ki so podobne stareremu gotskemu jeziku.